# Teimuraz Gabasjvili
Teimuraz Gabasjvili (georgisk: Teimuraz Gabasjvili ; russisk: Теймураз Бесикович Габашвили tr. Tejmuras Besikovitj Gabasjvili  ; født 23. maj 1985 i Tbilisi, Georgisk SSR, Sovjetunionen) er en georgisk/russisk tennisspiller, der blev professionel i 2001. Han har, pr. maj 2009, endnu ikke vundet nogen ATP-turneringer.